# Błonie (Łęczyca)
Błonie (1943–1945 deutsch Theodorshof) ist ein Ort im Powiat Łęczycki in der Woiwodschaft Łódź in Polen. Das Dorf liegt etwa 6 km von Łęczyca und 40 km nordwestlich der Woiwodschaftshauptstadt Łódź. Im Jahre 1235 wurde das Dorf Błonie erstmals erwähnt als Eigentum des Zisterzienser-Klosters Wąchocka. Das Dorf hat rund 550 Einwohner.

## Sehenswürdigkeiten
- Herz-Jesu-Kirche